# 金明鉱山

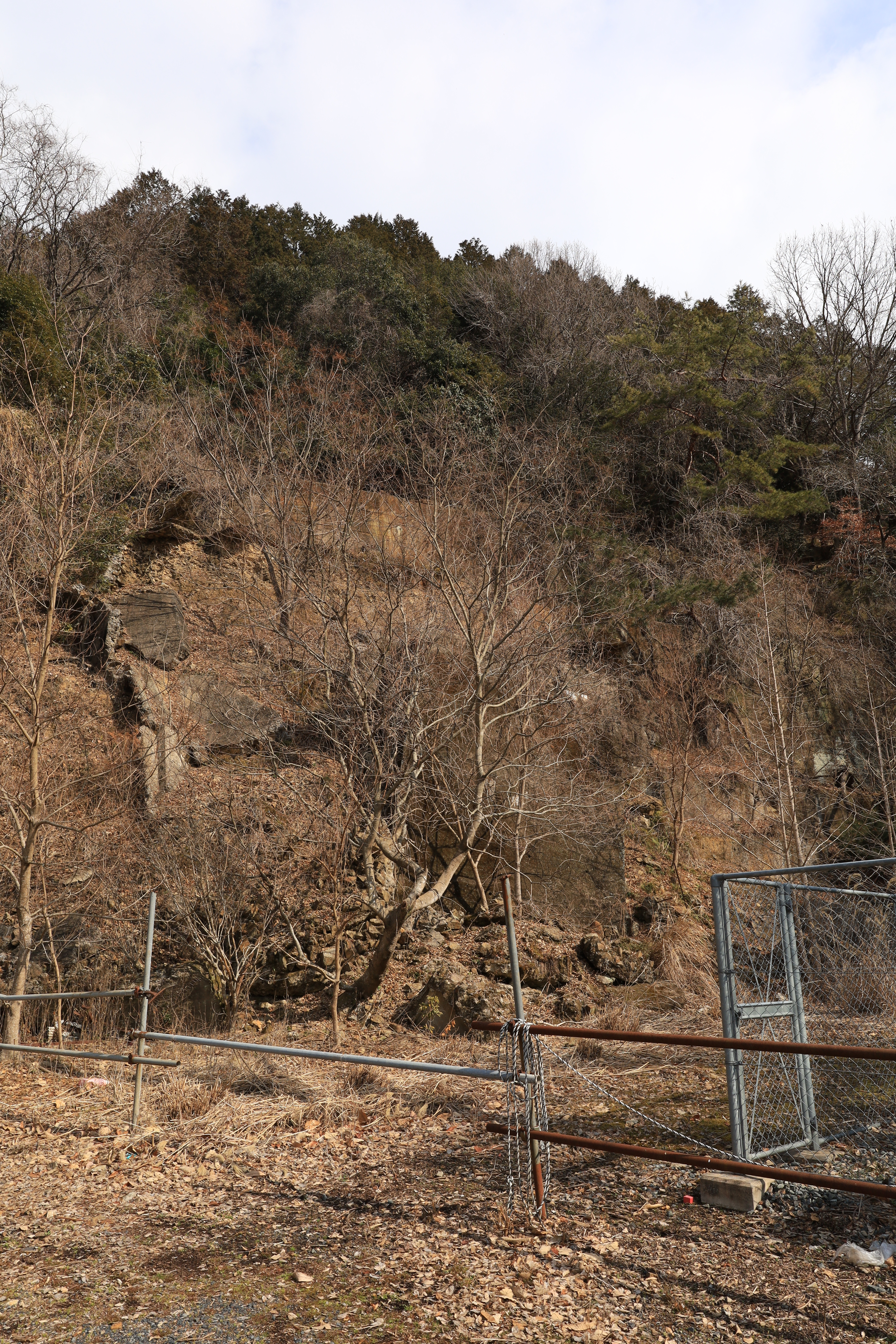
選鉱所跡

金明鉱山（きんめいこうざん）は、広島県広島市安佐北区下深川（旧安佐郡深川村）あたりに位置していた銅鉱で、1624年から1969年にかけて採掘されていた。「郡中国郡志」によれば、「寛永元年山主可部町条光良右衛門ト申者堀初」とあり浅野藩主によって銀山としてひらかれた後、1940年以降は軍需にこたえ帝国鉱業開発により重要鉱山として融資を受けるなど、本格的に採掘されていたが、終戦後は一時休山、その後大興産業によって採掘されたが1969年には鉱業権が放棄され坑口は鉱害防止のため閉鎖された。